# 比奥比奥河
比奧比奧河（西班牙語：Río Biobío）為智利的第二長河，僅次於最長的洛阿河﹙Loa﹚。它發源於安地斯山脈的依卡馬湖﹙Icalma Lake﹚和加列圖湖﹙Galletué Lake﹚，流經了380公里而進入太平洋的阿勞科灣﹙Gulf of Arauco﹚。
比奧比奧河主要的支流為馬耶科河﹙Malleco﹚和拉哈河﹙Laja﹚，其所形成的比奧比奧流域是智利的第三大集水區，僅次於第一大的洛阿流域和第二大的貝克﹙Baker﹚流域。比奧比奧河是智利境內最寬的河，平均河流的兩對岸距離寬度為1公里。在康塞普西翁城市的大都會區，有四座跨河大橋提供各區域的連絡，分別為比奧比奧鐵路大橋、比奧比奧橋、胡安帕布羅II橋﹙Juan Pablo II Bridge﹚以及拉可蘭橋﹙Llacolén Bridge﹚。

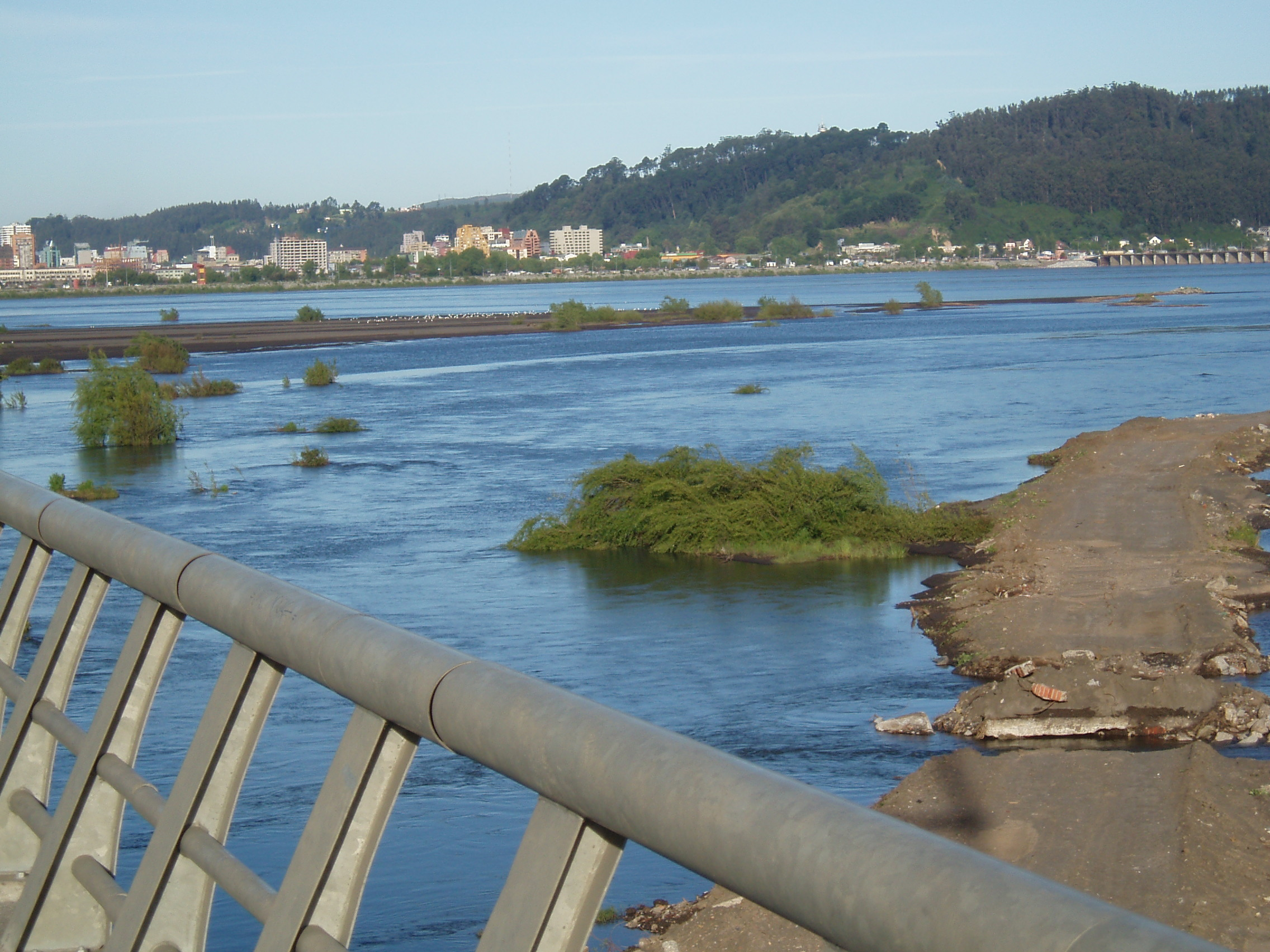
在接近出海口的康塞普西翁城市之比奧比奧河

## 路線
比奧比奧河發源於加列圖湖的東岸，向東流幾公里之後，經由一條小溪流匯合了依卡馬湖的水源，然後改變方向往西北延伸，蜿蜒地流經廣大的安第斯山脈並匯合了一些較小支流的水流，例如隆基邁河﹙Lonquimay﹚和拉韋峰河﹙Rahue﹚。
隆基邁河吸收了內華達山脈一些冰河的水源並流過隆基邁城市附近。在和拉韋峰河匯流並順流而下後，此比奧比奧河的上游，當地稱為奧圖比奧比奧﹙Alto Bío Bío﹚，開始快速地奔流過許多崇山峻嶺中的狹窄山谷並到達低海拔地區；接著它在低海拔的集水區內流入了拉爾科水壩﹙Ralco Dam﹚。在水壩之後，比奧比奧河沿著卡拉齊﹙Callaqui﹚火山西南支脈的的邊緣蜿蜒而下，最後流入潘戈水庫 ﹙Pangue Reservoir﹚。
在到達中間縱谷﹙Intermediate Depression﹚區之後，比奧比奧河匯合了杜克廓﹙Duqueco﹚和布雷奥﹙Bureo﹚河，並流經了一片相當平坦的平原。此時河流的寬度增加了60到120公尺，而水流速度也明顯地降低，使得某些區域容許船隻的航行。在河流的中間段，另外一條河流布拉沃﹙Vergara﹚在纳西缅托﹙Nacimiento﹚市的附近匯入了比奧比奧河，連同前端匯入的馬耶科、拉韋峰等河所提供的大量水源，形成了一個廣大的流域，建構一片西北向而平行網狀的流域面積。比奧比奧河流域貢獻了阿勞卡尼亞大區的北安第斯山部分之大部分面積。
在和布拉沃河合流之後，比奧比奧河又陸續匯合了由納韋爾武塔﹙Nahuelbuta﹚區向東流的塔伯里布河﹙Tavolevo﹚、由東部安地斯山麓丘陵而來的瓜基河﹙Guaqui﹚以及由納韋爾武塔區東部斜坡北端由東向西流的雷里河﹙Rele﹚。
在智利海岸區的東部接近聖羅森多﹙San Rosendo﹚市和拉雅﹙Laja﹚市附近，比奧比奧河匯合了其最主要的支流拉雅河。在此之後，河流的寬度明顯地增加，在太平洋的出海口，接近大康塞普西翁﹙Gran Concepción﹚的聖佩德羅迪拉柏芝﹙San Pedro de la Paz﹚附近，達到兩公里的距離。

## 歷史
比奧比奧的名稱來自於智利的馬普切語﹙ Mapudungun ﹚。在阿勞卡尼亞戰爭末期，比奧比奧河成為南方馬普切人自治區阿勞卡尼亞和北方西班牙人統治區智利王國的傳統疆界。河流的南方領域一直到1880年代才經由一系列的阿勞卡尼亞綏靖戰爭而最終歸併於智利。
比奧比奧河從出海口一直到納西緬托﹙Nacimiento﹚市曾經可以航行船隻。然而由於在20世紀中的大量採伐樹木，使得上游土壤受到嚴重地侵蝕而導致下游泥沙的大量淤積，造成無法進行船運交通。
在1980年代初期，比奧比奧河曾經是世界公認最好的急流漂筏﹙whitewater rafting﹚地點之一，透過七天安排的行程，可以讓旅遊者遊覽一些智利的原野地區。但是那時智利的國營電力公司恩德薩﹙Endesa﹚不顧環保人士的強烈抗議，建築了潘戈水壩﹙Pangue dam﹚，導致除了急流漂筏地點的喪失之外，在當地居住了好幾世紀的土著佩文切﹙Pehuenche﹚人，也跟著逐漸消失。